# 格鲁莫洛德莱亚巴德塞
格鲁莫洛德莱亚巴德塞（義大利語：Grumolo delle Abbadesse），是意大利威尼托大区维琴察省的一个市镇。总面积14平方公里，人口3778人，人口密度269.9人/平方公里（2009年）。国家统计（ISTAT）代码为024047。